# Інгвар Пярнамяе
Інгвар Пярнамяе (нар. 27 липня 1977) — естонський політик і державний службовець. Він був членом IX Рійгікогу з 1999 по 2002 рік. Обраний у віці 21 року, він є наймолодшим членом парламенту в історії країни. 
З 1995 по 2017 рік був членом Союзу Вітчизни та Res Publica (з 2018 року відомий як Isamaa).